# Mevlüt Çavuşoğlu
Mevlüt Çavuşoğlu, född 5 februari 1968 i Alanya, Turkiet, är en turkisk diplomat och politiker. Han var Turkiets utrikesminister mellan den 24 november 2015 och den 5 juni 2023.